# Signori ladri
Signori ladri è un cortometraggio muto italiano del 1909 diretto da Luigi Maggi.